# 沙蒂永的約蘭德
沙蒂永的約蘭德（法語：Yolande de Châtillon，約1221年—1254年），聖波勒伯爵居伊二世的女兒，母親是尼維爾女伯爵瑪蒂爾德一世的女兒阿格尼絲。

## 家庭
約蘭德的丈夫是波旁的阿沙姆伯九世，兩人共有兩個女兒：
1. 瑪蒂爾德（約1234年—1262年）
2. 阿格尼絲（英语：Agnes of Dampierre）（1237年—1288年）